# Artedia
Artedia es un género monotípico  perteneciente a la familia  Apiaceae. Su única especie: Artedia squamata, es originaria del Suroeste de Asia y de Chipre.

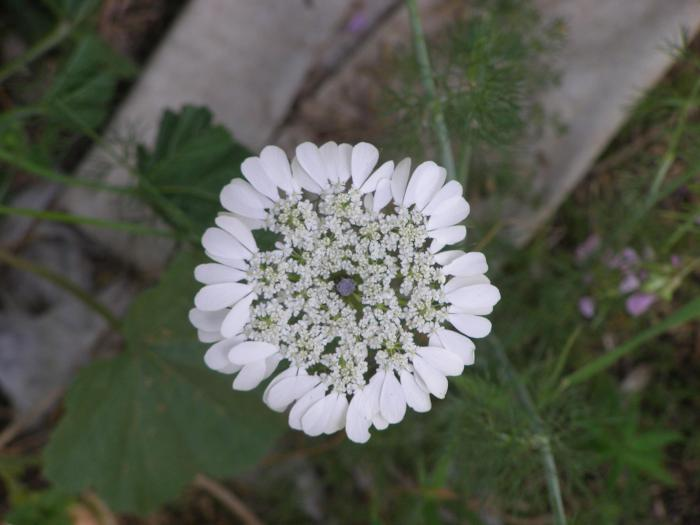
Detalle de la flor

## Descripción
Es una hierba erecta que alcanza un tamaño de hasta sesenta centímetros  de altura que se produce a lo largo de los caminos, prados y campos abandonados. Tiene hojas dobles y  muy estrechas de menos de un centímetro de longitud.
Las flores se recogen en una cima  que consiste en una sencilla umbela. Las corolas son de color blanco. Los pétalos exteriores de pétalos varias veces ampliadas. Las flores centrales - estaminadas. La floración  se produce en marzo y mayo.

## Taxonomía
Artedia squamata fue descrita por Linneo y publicado en Species Plantarum 242. 1753.
Etimología
Artedia: nombre genérico que   fue nombrado en honor del ictiólogo y naturalista sueco Peter Artedi (1705-1735), amigo de Carolus Linnaeus. 
squamata; epíteto latino que significa "escama", debido a la presencia de escamas en el fruto.
Sinonimia
- Ammi aethifolium Ledeb.
- Daucus artedia Crantz
- Tordylium arthedia Crantz